# 강원특별자치도공무원교육원
강원특별자치도공무원교육원은 강원특별자치도청 소속 공무원의 직무훈련과 교육을 담당하기 위하여 강원특별자치도청 산하에 설치된 직속기관이다.
공무원교육원장은 지방부이사관으로 보한다.

## 연혁
- 1961년 12월 21일: 강원도공무원교육원 설치
- 1963년 5월 31일: 강원도지방공무원교육원으로 변경
- 2007년 12월 21일: 강원도인재개발원으로 변경
- 2022년 10월 22일: 강원도공무원교육원으로 변경
- 2023년 6월 11일: 강원특별자치도공무원교육원으로 변경

## 조직
원장
- 총무과
- 교육운영과
- 교육기획과